# Polyommatus soepiolus
Polyommatus soepiolus är en fjärilsart som beskrevs av Jean Baptiste Boisduval. Polyommatus soepiolus ingår i släktet Polyommatus och familjen juvelvingar. Inga underarter finns listade i Catalogue of Life.